# Tickencote
Tickencote è un villaggio e parrocchia civile dell'Inghilterra, appartenente alla contea del Rutland.